# 卡希爾山
74°53′S 71°14′W / 74.883°S 71.233°W
卡希爾山（英語：Mount Cahill），是南極洲的山峰，位於帕爾默地，處於卡拉拉山東北面1,755米，屬於斯凱海冰原島峰的一部分，在1987年由物理學家命名，現時由南極條約體系管理。